# 合陽県 (山西省)
合陽県（ごうよう-けん）は中華人民共和国山西省にかつて存在した県。現在の臨汾市安沢県南東部に相当する。
南北朝時代、北魏により設置され、北斉により廃止された。